# 萨勒曼·本·易卜拉欣·阿勒哈利法
谢赫萨勒曼·本·易卜拉欣·阿勒哈利法（阿拉伯语：‎，1965年11月2日—）出生于巴林里法，自2013年5月2日起担任亚足联主席。在2015在他当选国际足联副主席之前，曾任巴林足协主席和亚足联纪律委员会主席，以及国际足联纪律委员会副主席。他还是国际足联理事会成员与国际足联发展委员会主席。

## 传记
谢赫·萨勒曼是巴林王室成员阿勒哈利法家族的一员。他是谢赫易卜拉欣·本·哈马德·阿勒哈利法和萨勒曼·本·哈马德·阿勒哈利法一世女儿，谢赫·阿伊莎·本特·萨勒曼·阿勒哈利法的次子。萨勒曼·本·哈马德·阿勒哈利法在1942年至1961年去世前是巴林的国王。 
1992年，他毕业于巴林大学，获得英国文学和历史学学士学位。谢赫·萨尔曼曾经踢过多年的足球比赛，最早可以追溯到上世纪80年代早期，当时他在巴林超级联赛阿尔里法俱乐部的青年队中效力了几年。
从俱乐部离开后，萨勒曼开始专注于学术研究，之后他在巴林足协担任行政职务。1996年，他成为巴林国家队领队。1998年，他被选为巴林足协的副主席，并于2002年当选主席。他还曾担任国际足联国际足联世界杯纪律委员会、沙足世界杯、世俱杯等的联合主席。2008年，他在北京当选国际足联纪律委员会副主席。
萨勒曼是巴林足球“黄金时代”时的巴林足协主席。巴林国家队连续在2006年世界杯和2010年世界杯的预选赛打进亚洲十强赛。这支队伍还在2004年亚洲杯打进半决赛，这是巴林队在亚洲杯中走得最远的一次。巴林队的FIFA排名也达到了第44位，这是巴林足球历史上的最高排名。
2013年5月，萨勒曼在人权组织的批评声中当选亚足联主席，他获得了总共46票中的33票。2015年4月，萨尔曼成功连任亚足联主席，并成为国际足联副主席。
2015年10月26日，亚足联发表声明，宣布萨勒曼将参加2016年2月举行的国际足联主席选举。2016年1月，另外一位国际足联主席候选人阿里·本·侯賽因王子指责萨勒曼利用亚足联与非洲足联私下建立联盟关系，并企图影响选举结果。2016年2月，英国保守党议员達米安·科林斯公开质疑萨勒曼的竞选资格。科林斯指责萨勒曼利用足球开发项目基金（国际足联项目）的资金来帮助他在2009年的获得国际足联执行委员会席位。 萨勒曼之后否认了科林斯对他的指控。表示，他2009年竞选国际足联执委以及2013年竞选亚足联主席的资金都是自掏腰包，现在竞选国际足联主席也是一样，对于外界的一些说法，他认为“纯属诽谤”。同时萨尔曼还否认他的竞选资金来自于巴林足协。
在之后的竞选中，他被欧足联秘书长詹尼·因凡蒂诺所击败。

## 私人生活
谢赫·萨尔曼共育有三个孩子。其中，两个女儿：谢赫·拉蒂法于1994年诞生，谢赫·阿伊莎于1998年诞生，还有一个儿子谢赫·伊萨于2001年出生。